# Sionisme socialista
El sionisme socialista (en hebreu: ציונות סוציאליסטית) (també conegut com a sionisme laborista) és el nom que rep l'ala esquerra tradicional del sionisme i es va orientar històricament cap al moviment obrer jueu. A diferència de la branca política del sionisme, fundada per Theodor Herzl i continuada per Chaim Weizmann, el sionisme socialista no va creure que pogués crear-se un Estat jueu apel·lant simplement a la comunitat internacional o recorrent al suport de nacions poderoses com Gran Bretanya, Alemanya o l'Imperi Otomà. Per contra, els sionistes socialistes van creure que solament es podria crear un Estat jueu com a part de la lluita de classes, amb els esforços de la classe obrera jueva assentada a Palestina i que construïa un Estat a través de la creació dels quibuts en el camp i d'un proletariat jueu en les ciutats. Els pensadors principals d'aquest corrent van ser Moises Hess (en la seva obra Roma i Jerusalem), Dov Ber Borojov (Bases del Sionisme Proletari), Nahum Sirkin, David Aron Godon i Berl Katzenelson. Va ser el corrent dominant del moviment sionista des del seu sorgiment fins a la dècada de 1970
Molts socialistes d'arreu del món han qüestionat que pugui considerar-se socialista una ideologia basada en la creació d'un estat colonial i excloent de les poblacions autòctones no jueves, plantejaments contraris a la més mínima solidaritat de classe i anti-racisme socialistes.